# ۱۳۳۰ (میلادی)
۱۳۳۰ (میلادی) هزارو سیصد و سیمین سال تقویم میلادی است.

## زادگان
- ادوارد، شاهزاده سیاه، پسر ادوارد سوم و شاهزاده ویلز

## درگذشتگان
‎